# Paulien Neyt
Paulien Neyt (22 november 1990) is een Belgisch volleybalster.

## Levensloop
Neyt was tijdens haar jeugd actief bij Avanti Aalter. In 2008 maakte ze de overstap naar VDK Gent. Met deze club won ze in 2008-'09 de Beker van België  en in 2009-'10 de Supercup. In haar tweede Gentse seizoen kwam ze evenwel voornamelijk uit bij het tweede team (in eerste divisie). Na twee seizoenen bij Gent ging ze vervolgens aan de slag bij Volley De Haan. Later volgde passages bij Volley Michelbeke en Hermes Volley Oostende. In 2015 keerde Neyt terug naar Gent, alwaar ze haar tweede Supercup won (2015). Hierop aansluitend was ze aan de slag bij VT Lendelede en vervolgens haar jeugdclub uit Aalter. Vanaf 2021 verdedigde ze wederom de kleuren van Hermes Oostende.
Haar zus Lisa is eveneens actief in het volleybal.